# Microdytes mazzoldii
Microdytes mazzoldii är en skalbaggsart som beskrevs av Wewalka och Wang 1998. Microdytes mazzoldii ingår i släktet Microdytes och familjen dykare. Inga underarter finns listade i Catalogue of Life.